# ラウル・ロハス 対 西城正三戦
ラウル・ロハス 対 西城正三戦（ラウルロハス たい さいじょうしょうぞうせん）は、1968年9月27日にカリフォルニア州ロサンゼルス・メモリアル・コロシアムで行われたプロボクシングWBA世界フェザー級タイトルマッチである。
王者ラウル・ロハス（米国）に、挑戦者西城正三（日本／協栄）が15回判定で勝利。日本人ボクサーとして初めて海外で王座を獲得した。無名だった西城は一躍時の人となり「シンデレラボーイ」の異名が付けられた。

## エピソード
西城はこの試合を含む実績で、玉の海（大相撲）、江夏豊（プロ野球）、沢村忠（キックボクシング）らを抑えて、1968年度第1回日本プロスポーツ大賞を受賞した。